# Centovalli (gemeente)
Centovalli is een gemeente in het Zwitserse kanton Ticino, en maakt deel uit van het district Locarno.
Centovalli telt 1142 inwoners.
De gemeente is op 25 oktober 2009 ontstaan door de fusie van de toenmalige zelfstandige gemeenten Borgnone, Intragna en Palagnedra.

## Verkeer en vervoer

### Spoorwegen
De gemeente Centovalli kent de volgende stations: station Borgnone-Cadanza, station Camedo, station Corcapolo, station Intragna, station Palagnedra en station Verdasio aan de spoorlijn Locarno - Domodossola.
Ascona · Brione sopra Minusio · Brissago · Centovalli · Cugnasco-Gerra · Gambarogno · Gordola · Lavertezzo · Locarno · Losone · Mergoscia · Minusio · Muralto · Onsernone · Orselina · Ronco sopra Ascona · San Nazzaro · Tenero-Contra · Terre di Pedemonte · Verzasca